# قائمة شركات الطيران في دولة الإمارات العربية المتحدة
قائمة شركات الطيران في دولة الإمارات العربية المتحدة- هذه قائمة بشركات الطيران الحاصلة على شهادة مشغل جوي صادرة عن الهيئة العامة للطيران المدني  في دولة الإمارات العربية المتحدة، وقد تم تصنيفها وفقًا لطبيعة وعمل الشركات.

## أولاً: شركات الطيران المجدولة
| شركة الطيران           | صورة | أياتا | ايكاو | رمز النداء | بداية التشغيل | المطار أو المطارات المحورية                 | الوصف |
| ---------------------- | ---- | ----- | ----- | ---------- | ------------- | ------------------------------------------- | --- |
| العربية للطيران        |      | G9    | ABY   | العربية    | 2003          | مطار الشارقة الدولي. مطار رأس الخيمة الدولي | شركة طيران خاصة إماراتية، تعمل بنظام الطيران منخفض التكلفة، تأسست في فبراير 2003، وهي بذلك تكون أول شركة طيران اقتصادي أنشأت في الشرق الأوسط، تتخذ من مطار الشارقة الدولي بالإمارات العربية المتحدة مقراً لها ومركزاً لعملياتها، بالإضافة لمركز عملياتها الثاني في رأس الخيمة، ومركز عمليتها الثالث بالدار البيضاء - المغرب، ومركز عملياتها الرابع في الإسكندرية. وتسافر الشركة بمسافريها إلى وجهات في الشرق الأوسط وأفريقيا وآسيا وأوروبا، وتعتبر العربية للطيران عضو في الاتحاد العربي للنقل الجوي، وواحدة من شركات الطيران التي تمنع استخدام المشروبات الكحولية داخل طائراتها.                                            |
| العربية للطيران أبوظبي |      | 3L    | ABY   | NAWRAS     | 2020          | مطار أبوظبي الدولي.                         | العربية للطيران أبوظبي هي شركة طيران منخفضة التكلفة، تم إطلاقها بعد توقيع إتفاقية بين الإتحاد للطيران والعربية للطيران. وتتخذ من مطار أبوظبي الدولي مركزًا لعملياتها. وستقوم العربية للطيران أبوظبي بدعم شبكة الوجهات والخدمات التي تقدمها الاتحاد للطيران، وستلبي بدورها احتياجات قطاع السفر منخفض التكلفة والمتنامي في المنطقة. كما يتولى مجلس إدارتها، الذي يتألف من أعضاء يتم ترشيحهم من قبل الشركتين، مسؤولية توجيه إستراتيجية الشركة المستقلة وتطوير أعمالها. |
| طيران الإمارات         |      | EK    | UAE   | EMIRATES   | 1985          | مطار دبي الدولي                             | شركة طيران وطنية إماراتية، تتخذ من مطار دبي الدولي بإمارة دبي ثاني أكبر مدن دولة الإمارات العربية المتحدة مقراً لها ومركزاً لعملياتها، وتقوم طيران الإمارات بتقديم خدماتها إلى أكثر من 120 وجهة حول العالم، تعتبر طيران الإمارات إحدى الشركات التابعة لمجموعة الإمارات وتمتلكها حكومة دبي بالكامل، وتتميز طيران الإمارات بسرعة معدل نموها كناقل عالمي وبامتلاكها لأسطول طائرات يعتبر من أصغر الأساطيل الحالية عمراً، إذ تمتلك طيران الإمارات حوالي 256 طائرة من مختلف الطرازات، وتعتبر طيران الإمارات أكبر مشغل لطائرات إيرباص A380 إذ أنها تعاقدت مع عملاق صناعة الطائرات الأوروبية شركة إيرباص لشراء 70 طائرة من هذا الطراز |
| الأتحاد للطيران        |      | EY    | ETD   | Etihad     | 2003          | مطار أبوظبي الدولي                          | ثاني أكبر شركة طيران في دولة الإمارات العربية المتحدة، وهي شركة الطيران الوطنية الإماراتية، تمتلكها الشركة القابضة إيه دي كيو المملوكة لحكومة أبوظبي بالكامل، بدأت برأس مال قدره نصف مليار درهم، يقع مقرها الرئيسي في العاصمة أبوظبي، وتتخذ من مطار أبوظبي الدولي مركزاً لعملياتها، مع نهاية 2019 بلغ عدد طائرات الشركة 101 طائرة، مؤلفة من 95 طائرة ركاب و 6 طائرات شحن بمتوسط عمر يصل إلى 5.3 سنوات، فيما بلغ عدد وجهات الشركة 76 وجهة، كما قامت الشركة بزيادة عدد رحلاتها المنتظمة إلى الوجهات الرئيسية |
| فلاي دبي               |      | FZ    | FDB   | SKY DUBAI  | 2008          | مطار دبي الدولي                             | فلاي دبي أو طيران دبي هي شركة طيران وطنية إماراتية، تعمل بنظام الطيران منخفض التكلفة، أنشأتها حكومة دبي في 19 مارس 2008، يقع مقرها الرئيسي في إمارة دبي، وتتخذ من مبنى رقم 2 في مطار دبي الدولي مركزاً لعملياتها، تقدم فلاي دبي خدماتها إلى 12 وجهة، وأقلعت أول رحلة تجارية للشركة إلى بيروت في الأول من يونيو 2009، وافتتحت ثاني وجهة لها إلى العاصمة الأردنية عمان في 2 يونيو 2009، وتنطلق الشركة الجديدة بفضل مساعدة شركة طيران الإمارات والتي يتولى رئاسة مجلس إدارتها الشيخ أحمد بن سعيد آل مكتوم، لكنها لن تكون جزءاً من شركة طيران الإمارات                                                                           |
| ويز للطيران أبوظبي     |      | 5W    | WAZ   | SKYWIZZ    | 2019          | مطار أبوظبي الدولي                          | هي شركة طيران إماراتية منخفضة التكلفة مقرها في مطار أبو ظبي الدولي ، الإمارات العربية المتحدة. شركة الطيران هي مشروع مشترك مع ADQ المملوكة للدولة (شركة أبو ظبي التنموية القابضة سابقاً) ، والتي تمتلك 51٪ مع Wizz Air Holdings التي تمتلك نسبة 49٪ المتبقية. بدأت الرحلات في نوفمبر 2020 بطائرتين من طراز إيرباص A321neo، وارتفعت إلى 50 طائرة خلال السنوات قليلة. |

## شركات الطيران المستأجرة
| شركة الطيران          | صورة | اتحاد النقل الجوي الدولي | ICAO | رمز النداء   | بداية التشغيل | المطار أو المطارات الرئيسة | الوصف |
| --------------------- | ---- | ------------------------ | ---- | ------------ | ------------- | -------------------------- | --- |
| طيران أبوظبي          |      |                          |      |              | 1975          | مطار أبوظبي الدولي         | شركة طيران إماراتية خاصة، تتخذ من مطار أبوظبي الدولي مركزاً لعملياتها، ويقع مقرها الرئيسي في إماراة أبوظبي عاصمة دولة الإمارات العربية المتحدة، تتضمن معظم مهام الشركة رحلات داخلية في إمارة أبوظبي لتلبية احتياجات شركات النفط، طيران أبوظبي شركة مساهمة عامة وأسهمها مدرجة على سوق أبوظبي للأوراق المالية |
| طيران إيروجلف         |      |                          |      |              | 1976          | مطار آل مكتوم الدولي       | تأسست شركة إيروجولف للخدمات في دبي عام 1976، وهي تعمل كمشغل طائرات هليكوبتر تجارية ومنشأة لصيانة الطيران. تعتبر شركة AeroGulf أول مشغل طائرات هليكوبتر تجارية في دبي، وقد تأسست في البداية بهدف دعم عمليات النفط والغاز التابعة لشركة دبي للبترول في إمارة دبي. وتوسعت الشركة منذ ذلك الحين لتشمل مجموعة متنوعة من خدمات الطيران، مثل الشحن الخارجي والتصوير وخدمات الطوارئ الطبية. كما توسعت قدرات الصيانة الفائقة لشركة AeroGulf لتقديم خدمات الطرف الثالث لمشغلي طائرات الهليكوبتر التجارية |
| أيروفستا              |      |                          |      |              | 1999          | مطار الشارقة الدولي        | تعود جذور شركة إيروفيستا إلى عام 1999، عندما تأسست الشركة كمشغل طائرات في دولة الإمارات العربية المتحدة، حيث قامت بتشغيل أسطول من طائرات بوينغ 737 الكلاسيكية. في عام 2010، قمنا بالتحول إلى شركة لتأجير وإدارة الطائرات، وانتقلنا أيضًا تدريجيًا إلى أسطول عائلة إيرباص A320 الأكثر حداثة. تشمل أنشطتنا الحالية مجموعة واسعة من قطاعات الطيران بما في ذلك: التأجير والتجارة وإدارة الأصول والخدمات الاستشارية مع تركيزنا الأساسي على أصول منتصف العمر الضيقة. |
| أير أفات              |      |                          |      | AIRAVAT      | 2023          | مطار آل مكتوم الدولي       | تم إنشاء أسطول Airavat الفاخر شديد التخصيص من قبل مجموعة الشحن والخدمات اللوجستية العالمية الرائدة Transworld Group، وهو يلبي احتياجات رجال الأعمال والمسافرين الفاخرين من ذوي الثروات العالية الذين يبحثون عن الخصوصية والرفاهية التي لا هوادة فيها والتجارب المخصصة. يعمل أسطول Airavat من طائرات رجال الأعمال متوسطة الحجم، التي تعمل حاليًا انطلاقًا من مطار دبي، على ربط أوروبا وإفريقيا وآسيا بالشرق الأوسط. https://airavat.com/about-us/ |
| مجموعة أمباير للطيران |      |                          | MJE  | إمجيت        |               | مطار دبي الدولي            | تأسست مجموعة Empire Aviation Group في دبي، الإمارات العربية المتحدة في عام 2007، وهي عبارة عن متجر شامل حائز على جوائز لحلول طيران الأعمال المتكاملة التي تقدم مبيعات الطائرات، وإدارة الطائرات، واستئجار الطائرات وخدمات CAMO. وحاليا تقوم بتشغيل أحد أكبر أساطيل طائرات رجال الأعمال المُدارة في المنطقة، كما نقوم بعمليات في مواقع عالمية، بما في ذلك الإمارات العربية المتحدة وأوروبا والهند وأفريقيا وإندونيسيا. |
| فالكون لخدمات الطيران |      |                          | FVS  | طيران فالكون | 2006          | مطار البطين                | فالكون لخدمات الطيران (فالكون) هي شركة طيران مقرها في أبوظبي، الإمارات العربية المتحدة. تعمل خدمات تأجير طائرة أعمال ومروحية، فضلا عن عمليات البحث والإنقاذ للقوات المسلحة الإماراتية قاعدتها الرئيسية هو مطار البطين |
| جاما للطيران          |      |                          | GSH  | جاما مينا    | 2010          | مطار دبي الدولي            | تأسست شركة Gama Aviation عام 1983 على مبدأ بسيط يتمثل في تقديم مهام عملائها بتفان وشغف، وهي شريك عالمي موثوق به لأولئك الذين يستخدمون الطيران كمنصة للأداء. ويمتد دعم جاما للطيران عبر عدد من القطاعات التي تشمل: المهام الخاصة، والتكنولوجيا والاستعانة بمصادر خارجية، وطيران رجال الأعمال. نحن نخدم الأفراد والشركات والحكومات، وكلها تتطلب حلولًا مخصصة لمهام غالبًا ما تكون معقدة وحساسة للوقت. |
| أجنحة الخليج          |      |                          | GWC  | أجنحة الخليج |               | مطار الشارقة الدولي        | http://www.gulfwings-fze.com/ نسخة محفوظة 7 مارس 2010 على موقع واي باك مشين. |
| هيلي دبي              |      |                          |      |              |               | مطار دبي الدولي            | تعتبر إحدى الشركات الرائدة في مجال توفير خدمات طائرات الهليكوبتر الخاصة في دولة الإمارات العربية المتحدة. تقدم الشركة مجموعة من خيارات طائرات الهليكوبتر للاختيار من بينها، بما في ذلك طائرات كبار الشخصيات والطائرات التنفيذية، بالإضافة إلى المعدات المتخصصة للتصوير الجوي والمسح. توفر الشركة رحلات مروحية خاصة لمجموعة متنوعة من الأغراض، بما في ذلك سفر الأعمال ومشاهدة المعالم السياحية والمناسبات الخاصة. تختلف تكلفة استئجار طائرة هليكوبتر خاصة من هليدوباي في الإمارات العربية المتحدة حسب نوع المروحية ومدة الرحلة والوجهة. ومع ذلك، تشتهر شركة هليدوباي بتقديم خدمات عالية الجودة بأسعار تنافسية، مما يجعل السفر بطائرات الهليكوبتر الخاصة أكثر سهولة وملاءمة للعملاء |
| طيران جيت أبس         |      |                          | OPS  | أوبس جيت     |               | جبل علي                    | http://www.jet-ops.com/ |
| روتانا جيت            |      | RG                       | RJD  | روتانا       | 2010          | مطار أبوظبي الدولي         | توفر روتانا جت للطيران حلول تأجير الطائرات الخاصة التنفيذية على مستوى العالم للأفراد ومجموعات الشركات والفرق الرياضية ومديري الأعمال وكبار المسؤولين الحكوميين. تقوم بتشغيل أسطول حديث ومتطور طويل المدى من الطائرات المملوكة للقطاع الخاص والمسجلة في دولة الإمارات العربية المتحدة مع الإشراف التنظيمي الذي توفره الهيئة العامة للطيران المدني. تأسست شركة روتانا جت للطيران في أواخر عام 2010 على يد صاحب السمو الشيخ الدكتور أحمد بن سيف آل نهيان ، وتقع قاعدة عملياتها الرئيسية في مطار البطين، الذي يقع على بعد 10 كم فقط من وسط مدينة أبوظبي. موقع فريد للعملاء من الشركات التي يقع مقرها في دبي وأبو ظبي، وفي جميع أنحاء دول مجلس التعاون الخليجي ومنطقة الشرق الأوسط وشمال أفريقيا. في الجو وعلى الأرض، تواصل روتانا جت وضع معايير الخدمة القياسية من حيث السلامة والجودة وخدمة العملاء. نحن نضمن أعلى مستوى من السلامة والراحة والخدمة لمسافرين |
| رويال جيت             |      |                          | ROJ  | رويال جيت    | 2003          | مطار أبوظبي الدولي         | رويال جت هي شركة طيران مقرها في امارة أبوظبي في دولة الإمارات العربية المتحدة. تهدف رويال جت لان تكون واحده من أكبر شركات الطيران في سوق السفر الفاخرة بين دولة الإمارات وأوروبا , قاعدتها الأساسية هو مطار أبو ظبي الدولي ، ولديها عدة قواعد أساسية في المنطقة وهي مطار دبي الدولي ومطار الملك عبد العزيز الدولي في جدة في المملكة العربية السعودية. |
| تحسين للطيران         |      |                          |      |              | 2008          | مطار دبي الدولي            | تأسست شركة تحسين لخدمات الطيران في البداية في اليمن لخدمة الرحلات الجوية التجارية في صناعة الطيران. وبعد سنوات قليلة من تأسيسنا، حققنا نجاحًا كبيرًا من خلال استئجار الطائرات، مما دفع شركة تحسين للطيران إلى افتتاح مكاتب في دبي وألمانيا للتوسع عالميًا. لقد أصبحنا منذ ذلك الحين مزودًا موثوقًا لخدمات تأجير الطائرات الخاصة، لتلبية احتياجات أولئك الذين يرغبون في السفر على متن طائرة خاصة، للعمل أو الترفيه. تم تصميم خدمات تأجير الطائرات الخاصة لدينا لتزويد عملائنا بأقصى درجات الرفاهية والراحة والملاءمة. سواء كنت ترغب في السفر على متن طائرة خاصة لحضور مهرجان دبي للتسوق أو لأي غرض آخر، يمكننا أن نقدم لك أفضل خدمات تأجير الطائرات الخاصة. أسعار استئجار الطائرات الخاصة لدينا محسوبة بشكل جيد؛ ثق بنا لنقدم لك خدمات تأجير الطائرات وأنواع الطائرات بأعلى جودة، بغض النظر عن المكان الذي تريد الذهاب إليه.                                    |

## شركات الطيران الحكومية
| شركة الطيران          | صورة | اتحاد النقل الجوي الدولي | ICAO | رمز النداء | بداية التشغيل | المطار أو المطارات الرئيسة     | الوصف |
| --------------------- | ---- | ------------------------ | ---- | ---------- | ------------- | ------------------------------ | --- |
| طيران الرئاسة         |      | MO                       | AUH  | EMIRI      |               | مطار أبوظبي الدولي مطار البطين | طيران الرئاسة أو الطيران الأميري لـحكومة أبوظبي هي الجهة المسؤولة عن تسيير رحلات رؤساء الدول وكبار الشخصيات من وإلى إمارة أبوظبي، تأسس طيران الرئاسة سنة 1975 في عهد الشيخ زايد بن سلطان آل نهيان تحت اسم الطيران الأميري، وفي 16 فبراير 2009 تغير اسمة ليصبح طيران الرئاسة |
| جناح طيران دبي الملكي |      |                          | DUB  | DUBAI      |               | مطار دبي الدولي                | يقع جناح الطيران الملكي على الجانب الجنوبي الشرقي من مطار دبي الدولي (DXB)، ويضم مبنى لكبار الشخصيات مخصص للعائلة المالكة في دولة الإمارات العربية المتحدة والرحلات ذات الاهتمامات الخاصة، إلى جانب حظائر الطائرات ومرافق الصيانة ذات الصلة. يبلغ عرض حظيرة أجنحة الطيران الملكية المفتوحة المكونة من ثمانية فتحات 600 متر وعمق 110 أمتار، وتتسع لما يصل إلى ثماني طائرات. في المقدمة، تحتوي الحظيرة على ثماني مجموعات من الأبواب يبلغ طولها 584 مترًا، ويبلغ ارتفاع كل منها 25.8 مترًا. منذ افتتاح منشأة جناح الطيران الملكي في عام 2008، تمت ترقية الحظائر وتحسينها لتناسب أسطول طائرات متنوع من حيث الحجم والنوع. |
| طيران الفجيرة الملكي  |      |                          | FJR  |            |               | مطار الفجيرة الدولي            | تعمل لصالح العائلة المالكة بإمارة الفجيرة |
| طيران حاكم الشارقة    |      |                          | SHJ  | SHARJAH    |               | مطار الشارقة الدولي            | تعمل لصالح العائلة المالكة بالشارقة |

## شركات الشحن الجوي
| شركة الطيران              | صورة | اتحاد النقل الجوي الدولي | ICAO | رمز النداء | بداية التشغيل | المطارأو المطارات الرئيسة | الوصف |
| ------------------------- | ---- | ------------------------ | ---- | ---------- | ------------- | ------------------------- | --- |
| طيران الإمارت للشحن الجوي |      | EK                       | UAE  | EMIRATES   | 1985          | مطار آل مكتوم الدولي      | هي شركة طيران شحن مقرها في دبي، الإمارات العربية المتحدة. وهو ذراع الشحن الجوي لطيران الإمارات، والتي بدأت عملياتها في أكتوبر 1985، وهو العام نفسه الذي تم تشكيل طيران الإمارات به. ومنذ ذلك الحين اكتسبت الإمارات للشحن الجوي دورًا رئيسيًا في طيران الإمارات، مرتكزا من مطار دبي الدولي مركزا رئيسيًا لها ولعملياتها. الإمارات للشحن الجوي تسير لرحلات شحن مخصصة ل20 وجهة في 15 دولة من مطار دبي الدولي، ومن خلال شبكة خطوط طيران الإمارات تصل إلى 79 وجهة إضافية. الإمارات للشحن الجوي هي شركة تابعة لمجموعة طيران الإمارات، الذي يضم أكثر من 40 الف موظف، ومملوكة بالكامل لحكومة دبي مباشرة تحت مؤسسة دبي للاستثمار. |
| الأتحاد للشحن             |      | EY                       | ETD  | ETIHAD     | 2003          | مطار أبوظبي الدولي        | الاتحاد للشحن، ذراع عمليات الشحن والخدمات اللوجستية التابعة لمجموعة الاتحاد للطيران، توفِّر عبر أسطول طائراتها خدمات الشحن الجوي ومناولة البضائع من أبوظبي إلى العالم. |
| مكسيموس للشحن الجوي       |      |                          | MXU  | CARGO MAX  | 2005          | مطار أبوظبي الدولي        | تعمل شركة ماكسيموس للطيران انطلاقاً من مطار أبوظبي، وتتخصص في حلول الشحن الشاملة، وخاصة نقل الشحنات الجوية كبيرة الحجم، باستخدام أسطول يضم طائرة أنتونوف AN-124-100 وطائرتين من طراز إليوشن IL-76TDs. وتشمل القطاعات الأخرى نقل كبار الشخصيات؛ نقل البضائع الخطرة؛ الفروسية والحيوانات الحية الأخرى؛ استجابة سريعة؛ وسلع الإغاثة الإنسانية. وباعتبارها شركة الشحن الجوي الأكثر تنوعًا في المنطقة، فإن مكسيموس إير قادرة على حمل حمولات تصل إلى 120 طنًا، بدءًا من طرد صغير يمكن وضعه على منصة شحن إلى "قصر على عجلات" افتراضي، إما عبر المطارات الرئيسية أو حقول الهبوط الأقل رسوماً                                       |
| طيران الفريد              |      |                          | UQA  | UNICARGO   | 2014          | مطار الشارقة الدولي       | |
| سكاي بيز                  |      |                          |      |            | 2015          | مطار الشارقة الدولي       | |